# Antheraea pernyama
Antheraea pernyama är en fjärilsart som beskrevs av Boudier. 1876. Antheraea pernyama ingår i släktet Antheraea och familjen påfågelsspinnare. Inga underarter finns listade i Catalogue of Life.